# روبرت فورمان
روبرت فورمان (بالإنجليزية: Robert Furman)‏ هو مهندس أمريكي، ولد في 21 أغسطس 1915 في ترنتون في الولايات المتحدة، وتوفي في 14 أكتوبر 2008 في Adamstown, Maryland ‏ في الولايات المتحدة بسبب ورم ميلانيني.
شارك فورمان شخصيًا في نقل نصف اليورانيوم-235 اللازم لصنع قنبلة «ليتل بوي» الذرية في جزيرة تينيان في المحيط الهادي. كان شخصيةً محورية في الإشراف على إنشاء بناء البنتاجون. بعد الحرب أسس شركة فورمان بيلديرز للإنشاءات، والتي بنت المئات من الأبنية، بما فيها مراكز تسوق «بوتوماك ميلز» في وودبريدج، فيرجينيا.

## سنواته الأولى
وُلد روبرت رالف فورمان في 21 أغسطس 1915 في ترينتن نيوجيرزي، أحد أبناء ويليام وليلى فيشت فورمان الخمسة. كان والده صرّافًا، وعملت أمّه خلال الحرب العالمية الثانية كعاملة تثبيت برشامات. درس في جامعة برينستون وتخرج فيها في العام 1937 بشهادة في الهندسة المدنية. عمل بعد ذلك في شركة بنيسلفانيا للخطوط الحديدية ولصالح شركة إنشاءات في نيويورك.

## الحرب العالمية الثانية
في ديسمبر1940  خدم فورمان كعنصر في الجيش الاحتياطي الأمريكي وفُرِز إلى فيلق القيادة، فرقة الإنشاءات، وعمل تحت إمرة العقيد ليزلي ر. جروفز الابن، مُشرفًا على عملية بناء البنتاجون يومًا بيوم. عند الانتهاء من البناء في العام 1943، كان العقيد جروفز قد نُقِل إلى مشروع مانهاتن، فنقل معه مساعده فرومان.
في أغسطس 1943 أسند جروفز إلى فرومان الإشراف على المهمة الاستخباراتية للتعامل مع مخاوف علماء الذرة في المشروع النووي بشأن مشروع الطاقة النووية الألماني. كمشرف على المهمة، كان على فورمان التأكّد من التقدم الذي كان الألمان يحرزونه في مشروعهم النووي. في ديسمبر 1943، أرسل جروفز فورمان إلى بريطانيا لنقاش إمكانية تأسيس مكتب ارتباط في لندن بين مشروع مانهاتن والحكومة البريطانية، والتشاور بخصوص تنسيق الجهود الاستخباراتية.
أرسل فورمان الجاسوس «مو بيرج» إلى سويسرا للقاء رئيس المشروع النووي الألماني، فيرنير هايزينبيرج. بعد الدردشة مع هايزنبيرج في حفلة شراب، استنتج بيرج أن الألمان ما زالوا متأخرين كثيرًا عن الحلفاء في سباق التسلح النووي. سافر فورمان إلى روما في يونيو 1944، حيث قابل علماء إيطاليين بخصوص المشروع الألماني.
عندما عثرت بعثة ألزوس على تقارير في مكتب يونيو مينيير في أنتفيرب بأنّ أكثر من 1000 طن من اليورانيوم المخصّب قد أُرسلت إلى ألمانيا، وبقاء 150 طنًا في أولين، ببلجيكا، أرسل جروفز فورمان ثانيةً إلى أوروبا مع أوامر لتأمين مخزون اليورانيوم الموجود في أولين. تمكنت بعثة ألزوس من العثور على 68 طنًا هناك، ما يعني أن 80 طنًا قد فُقدت، وتبيّن أنّها شُحنت إلى فرنسا في العام 1940 قبل الغزو النازي لبلجيكا. بناءً على أوامر جروفز شُحن اليورانيوم من أولين إلى إنجلترا ومنها إلى أمريكا.
أشارت المستندات إلى أنّ اليورانيوم المفقود قد شُحن إلى تولوز. وصل فريق من بعثة ألزوس بقيادة بوريس باش إلى تولوز في الأول من أكتوبر، وفحص ترسانة الجيش الفرنسي بعدّاد جيجير للمواد المشعّة. عندما طاشت إبرة العداد قرب بعض البراميل، فُحصت البراميل، وعُثر على 31 طنًا من اليورانيوم القادم من بلجيكا. جُمّعت البراميل ونقلت إلى مارسيليا، حيث أشرف فورمان على تحميلها إلى سفينة متجهة نحو الولايات المتحدة الأمريكية.
في أبريل 1945، شارك فورمان في عملية هاربوريج. احتلّت بعثة ألزوس مع كتيبة القتال الهندسية 1269 هايجيرلوخ، حيث وجدوا مفاعلًا نوويًا ألمانيًا في طور التجريب ودمّروه، واستولوا على يورانيوم و«ماء ثقيل» (أوكسيد الديوتريوم). اعتقلت بعثة ألزوس هايزنبيرج في الثاني من مايو. أشرف فورمان على سجنه مع تسعة علماء ذرة ألمان آخرين، نًقلوا إلى رايمز، ثم فيرساي، وأخيرًا إلى مزرعة فارم هول في إنجلترا، حيث وضعوا تحت المراقبة لمنعهم من الانشقاق إلى الاتحاد السوفييتي.
في يوليو 1945، شارك فورمان شخصيًا في نقل نصف اليورانيوم-235 اللازم لصنع قنبلة «ليتل بوي» الذرية في جزيرة تينيان في المحيط الهادي. برفقة النقيب جيمس ف. نولان، الذي كان خبير أشعّة يعمل في مشروع آلبيرتا. انطلق فورمان بالسيارة من سانتا فيه إلى آلبيكيركي في 14 يوليو، ثم طار إلى هاميلتون فيلد، كاليفورنيا. ركب الرجال طراد «يو إس إس إنديانابوليس» في مَسْفَن «هانتيرز بوينت» البحري، وعبروا المحيط الأطلسي ليصلوا إلى جزيرة تينيان في 26 يوليو. بعد عدة أيام من مغادرة تينيان، تعرض إنديانابوليس طوربيدو للنهب والإغراق من قبل غواصة يابانية، وبلغت الخسائر في الأرواح أكثر من 800 جندي.

## سنواته الأخيرة
ترك فورمان الجيش في العام التالي لنهاية الحرب وأسس شركة «فورمان بيلديرز» للإنشاءات في روكفيل، ميريلاند. بنت الشركة مئات البيوت والمدارس والأبنية التجارية بما فيها مركز تسويق «بوتوماك ميلز» في وودبريدج، فيرجينيا، والكنيسة المعمدانية في العاصمة واشنطن، وسفارة الولايات المتحدة الأمريكية في نيكاراجوا. تزوج من ميري إِدي في 1952. أنجبا أربعة أطفال: ابن اسمه ديفيد، وثلاث بنات؛ مارثا كيتنج، جوليا كوستيللو، وسيرينا فورمان. غالبًا ما التزم فورمان الصمت فيما يتعلق بنشاطاته خلال الحرب. عمل كرئيس لنادي روتاري محلي واشترك في فرقة غناء. استقال في 1993، وأصيب بسرطان الخلايا الصبغية وتوفي في 14 أكتوبر 2008 في مجمّع تقاعد باكنجهام تشويس في آدامزتاون، ميريلاند عن عمر يناهز 93 عامًا.